# Sanitas
Sanitas és una companyia asseguradora i proveïdora de serveis de salut i benestar d'origen espanyol. Fundada en 1954 per un grup de metges espanyols, va tenir una sòlida expansió a partir de 1960. En 1989 va passar a formar part de la British United Provident Association (BUPA).

## Xarxa d'hospitals i gestió d'hospitals públics
Sanitas compta amb quatre hospitals propis, tres a Madrid (Hospital La Moraleja, Hospital La Zarzuela, Hospital Virgen del Mar) i un a Barcelona (l'Hospital Cima); 23 centres mèdics multiespecialidad, 16 centres de benestar, 180 clíniques dentals, 46 residències de majors: 17 d'elles amb servei de centre de dia, i 2 residències amb centres de dia independents. Col·labora amb els governs regionals de la Comunitat de Madrid i la Comunitat Valenciana en la gestió dels hospitals públics de Torrejón i de Manises.

## Història
L'origen de la companyia està lligat a l'assegurança de salut. Aquesta va ser una modalitat sorgida en el col·lectiu mèdic al marge de les assegurances de malaltia i d'accidents de treball coberts per les mutualitats del segle xix. L'assegurança de salut va experimentar un notable creixement en la segona meitat del segle xx, amb més de 150 grups de professionals que prestaven serveis mèdics mitjançant el pagament d'una quantitat mensual (iguala). La Llei d'Assegurances de 1954 va suposar un canvi radical entre aquestes assegurances de malaltia i assistència sanitària, i va exigir la seva conversió en societats anònimes. Els serveis que oferien aquestes entitats cobrien prestacions no incloses en els serveis de la sanitat pública fins a 1967 i en els anys 90 arribarien a capes cada vegada més àmplies de la societat.

### Origen
Entre les societats d'assistència mèdica tipus iguala de mitjan XX, es troba l'Igualatorio Médico Quirúrgico CEYDE (Centro Electroquirúrgico y de Especialidades) que fundaria Marcial Gómez Gil i la seva esposa. En 1954 va adquirir la clínica CEYDE, un vell edifici en el centre de Madrid, associant-se amb altres metges per crear l'Igualatorio Médico Quirúrgico Sanitas. Després de la promulgació de la Llei d'Assegurances, el 29 d'octubre de 1956, Sanitas es va convertir en una societat anònima sota la denominació de Sanitas S.A. El seu capital social inicial va ser de 3 milions de pessetes, i les accions es van repartir entre els metges membres de l'Igualatorio: Marcial Gómez Gil (1500 acciones), Fernando Vaamonde Valencia (662), Manuel Herrera de Cabo (653), Germán Alonso González (300), Victoriano Jabara Elizondo (53), Vicente Gutierrez Asensio (43) i Teodoro Ventura Richard (40). La direcció inicial va estar a càrrec dels principals accionistes. Gómez Gil va ser el Conseller Delegat, i la Presidència va recaure sobre Vaamonde. El seu principal objecte social estava en el segur d'assistència sanitària, encara que també van operar el segur de malaltia i enterraments, encara que amb molt poca repercussió.

### Desenvolupament a partir de 1960
A partir de 1960, quan la societat va començar a tenir beneficis, part d'aquests es van destinar a millorar els honoraris mèdics, prestar ajudes per malaltia i defunció als doctors i oferir beques d'estudi als fills dels facultatius col·laboradors. La companyia va explicar des dels seus inicis amb una Assemblea General de Metges i un Consell en el qual estaven representats els metges i els empleats, sent tots dos col·lectius accionistes. Aquest era un nou model d'assistència sanitària, un model privat, que va permetre a molts metges del sector públic desenvolupar un model complementari i a molts pacients a l'accés a una medicina individualitzada i de qualitat. La labor del Doctor Gómez Gil va ser continuada pel seu fill Marcial Gómez Sequeira com a president executiu i Alfonso Martínez Gastey com a director general (fins a l'adquisició per Bupa).
En 1985 van fundar la primera clínica enterament privada, l'Hospital Sanitas La Zarzuela. Durant la dècada de 1980 va haver-hi un notable increment de la demanda d'assegurances sanitàries a causa de la deterioració dels serveis de la Seguretat Social. Aquest procés va tenir també el suport dels sindicats, que exigien en molts convenis laborals la contractació d'assegurances mèdiques col·lectives per al personal.

### Integració a Bupa
En 1988 l'entitat passa a les mans de la multinacional britànica asseguradora Bupa. L'equip de Gómez Sequeira es va inclinar per la companyia britànica en saber que no seria una mera operació especulativa financera, sinó que es quedarien i s'implicarien en el desenvolupament de Sanitas a Espanya. En aquest moment, es parlava de Bupa com la “Sanitas anglesa” perquè llavors la companyia anglesa tenia al Regne Unit 3 milions d'afiliats, dotze prestigioses clíniques en diferents ciutats britàniques i 120 milions d'afiliats en 20 països. En 1989 Sanitas tenia a Espanya un milió d'afiliats i 20.000 metges. El procés de la venda va ser facilitat pel govern socialista i el ministre Julián García Vargas.
En 2003 va començar la seva estratègia de diversificació, dirigint-se al sector de les residències de majors, al dels riscos laborals i invertint en tecnologies de la informació.

### Expansió internacional
Sota la unitat de mercat Bupa Europa i Llatinoamèrica (ELA), Sanitas gestiona el negoci de Bupa a Polònia a través de la companyia LUX MED Group; i lidera l'expansió de Bupa a Llatinoamèrica -on ja té presència a Xile i Perú, a través de la companyia Bupa Xile.